# 増井悟朗
増井 悟朗（ますい ごろう、1925年6月7日 - 2015年8月7日）は、大阪市浪速区生まれの宗教家。浄土真宗華光会前代表、浄土真宗本願寺派布教使。

## 略歴
- 1925年 - 大阪府大阪市芦原町（現・浪速区芦原）に生まれる。
- 1942年 - 肺結核を患い療養生活に入る。（当時17歳）
- 1943年 - 伊藤康善の『仏敵』を読み、獲信（阿弥陀仏から揺るぎない信心を得ること）したとされる。
- 1944年 - 11月、肺結核が全快し退院。
- 1945年 - 龍谷大学専門部入学。「華光社」に所属し、創始者である伊藤康善に師事。
- 1946年 - 伊藤康善より華光誌の編集を引き継ぐ。
- 1948年 - 龍谷大学専門部卒業、龍谷大学文学部に入学。その後、龍谷大学研究科（真宗学）卒業。
- 1956年 - 華光会館を建立。
- 1958年 - 浄土真宗華光会を宗教法人に。
- 1967年 - 1月、初のアメリカ布教（北米・西海岸方面、ハワイに半年間滞在）
- 1978年 - 1月、再渡米し布教。以降、毎年継続される。
- 2015年 - 8月、90歳で死去。法名、釋悟朗。

## 著書

### 単著
- 『親指のふし』（華光会）
- 『冥加について』（華光会）
- 『こどもの聖典』（華光会）
- 『念仏の雄叫び』（法藏館）
- 『廻心の体験』（法藏館）

### 共著
- 『華とひかり』（西光義敞共著、華光会）
- 『無碍道』（西光義敞共著、華光会）
- 『巻頭言集・求道の急所』（華光会編集部編、華光会）